# Vinica, Črnomelj
Vinica este o localitate din comuna Črnomelj, Slovenia, cu o populație de 210 locuitori.